# Santuario galorromano de Saint-Martin-au-Values
El santuario galo-romano de Saint-Martin-au-Val es un complejo de culto del siglo I situado en Chartres (Eure y Loir). Dedicado a Apolo, este santuario es uno de los más grandes descubiertos en el mundo romano, en particular en el antiguo territorio de la Galia romana. Actualmente es objeto de excavaciones arqueológicas.

## Ubicación
El santuario se encuentra en Chartres, en el  departamento de Eure y Loir, en el actual distrito de Saint-Brice, cerca del río Eure. Se encuentra a 1 kilómetro al sureste del casco antiguo, que en época romana fue el centro administrativo y político de la ciudad de Autricum. El lugar toma su nombre de su proximidad a la iglesia de San-Martín-au-Val, un edificio religioso del periodo siglo XI que sustituyó a una iglesia más antigua utilizada en la época merovingia.

## Arquitectura
El santuario ocupa más de 10 hectáreas e incluye varios edificios, lo que convierte a este monumental complejo de culto en uno de los mayores del mundo romano.
El yacimiento se organiza en torno a un templo cuadripórtico de más de 11 m de altura dedicado a Apolo. El santuario incluye galerías de circulación que cubren casi 8 hectáreas y están flanqueadas al este por un pórtico jalonado por varios edificios.
En la parte norte, bajo el podio de un altar dedicado a Apolo, hay un edificio ricamente decorado. Se han descubierto restos de frescos en la base de los muros. Alberga una fuente monumental de 5,5 m de lado y 2,10 m de profundidad, con una decoración central de cuatro lóbulos en mármol blanco de Turquía veteado de rosa.  Se han desenterrado los restos de un artesonado de madera tallada que data del periodo siglo II.
 Su análisis muestra el uso combinado de abeto, roble y tilo para las decoraciones, lo que atestigua un dominio muy avanzado del trabajo de la madera.
También se han descubierto otras dos pilas situadas frente a la zona sagrada. La primera de ellas se utilizaba probablemente con fines ceremoniales, mientras que la otra parece haber servido para realizar abluciones purificadoras antes de entrar en las zonas sagradas, incluido el altar de Apolo.

## Historia
El santuario fue erigido probablemente en los años 70, unas décadas después de que la ciudad de Autricum comenzara a urbanizarse durante la época de Augusto. Esta se convirtió en una importante ciudad durante el Alto Imperio romano y en esta época contaba con varios edificios públicos importantes, como un anfiteatro y un foro.
Los análisis de la madera de los techos exhumados en 2018 muestran que un incendio devastó las termas en el siglo III o IV. Los bloques arquitectónicos del templo han sido recuperados para su reutilización.  Para despejar estos bloques de vegetación se prendió fuego deliberadamente, lo que provocó el derrumbe de los techos de la fuente y los preservó del fuego.

## Excavaciones
En la década de 1990, el Ayuntamiento de Chartres proyectó la construcción de un nuevo barrio en el lugar. Un estudio arqueológico realizado en el lugar reveló el gran potencial del yacimiento y la presencia de restos del santuario.
A partir de 2005, se organizaron excavaciones preventivas en el yacimiento bajo la dirección del arqueólogo Bruno Bazin. En 2016, las excavaciones sacaron a la luz la fuente monumental de mármol del edificio situado bajo el altar de Apolo. En 2017, los arqueólogos desenterraron más de 1500 piezas de madera en esta cuenca, incluidos los restos de un techo de madera tallada. En 2022, los arqueólogos desenterraron dos nuevas estanques.